# Reginnaglar
Reginnaglar (del nórdico antiguo: uñas de dios o clavijas sagradas) eras una sujeciones de hierro o aleación para fijar los öndvegissúlur (postes) en el hásæti (o alto sitial de un caudillo vikingo).
El término y uso particular de las reginnaglar aparece con detalle en las sagas nórdicas, a destacar la descripción del templo dedicado a Thor que erigió Þórólfur Mostrarskegg en su hacienda durante los inicios de la colonización de Islandia.
Las fijaciones metálicas, cuyo significado era inequívocamente pagano y muy popular en la Escandinavia precristiana, supuestamente servían para la defensa frente a elfos malvados y espíritus del submundo, a excepción de los enanos que se consideraban grandes herreros artesanos y protectores del hogar.
Es posible que las clavijas se identificasen con la estrella polar, pues los vikingos creían que era donde se sustentaba el sitial. El mismo concepto fue adoptado por los sami, probablemente influenciados por los nórdicos. El concepto del pilar cósmico es muy antiguo, ya se encontraba presente en tradiciones indo-europeas como el Dhruva indo-iraní.